# Storno
Storno je termín používaný v obchodním styku pro zrušení objednávky. Mezi jeho odvozeniny patří:
- storno poplatek – sankce pro případ zrušení objednávky, neboli odstupné. Vyjadřuje se zpravidla procentem z částky v závislosti na čase.
- storno podmínky – úprava postupu pro případ zrušení objednávky, zpravidla obsahuje pouze výši storno poplatku.